# 史密斯菲爾德鎮區 (費耶特縣)
史密斯菲尔德鎮區（Smithfield Township），美国艾奥瓦州费耶特县的一个鎮區，总面积93.47平方公里，总人口250（2010年美国人口普查）。